# Oxsjön, Lappland
Oxsjön är en sjö i Åsele kommun i Lappland och ingår i Ångermanälvens huvudavrinningsområde. Sjön har en area på 0,289 kvadratkilometer och ligger 317 meter över havet.

## Delavrinningsområde
Oxsjön ingår i det delavrinningsområde (712281-157959) som SMHI kallar för Utloppet av Bomsjötjärnen. Medelhöjden är 362 meter över havet och ytan är 39,23 kvadratkilometer. Räknas de 3 avrinningsområdena uppströms in blir den ackumulerade arean 63,63 kvadratkilometer. Bomsjöbäcken som avvattnar avrinningsområdet har biflödesordning 3, vilket innebär att vattnet flödar genom totalt 3 vattendrag innan det når havet efter 205 kilometer. Avrinningsområdet består mestadels av skog (71 procent) och sankmarker (14 procent). Avrinningsområdet har 2,31 kvadratkilometer vattenytor vilket ger det en sjöprocent på 5,9 procent.